# Чотири пера (фільм, 1939)
«Чотири пера» (англ. The Four Feathers) — четверта за ліком і класична британська екранізація однойменного пригодницького роману англійського письменника Альфреда Мейсона (1902) про битву за Омдурман у 1895 році. Поставлена у 1938 році Золтаном Кордою на лондонській студії його брата Александра.

## Сюжет
Лондон початку 1890-х років. Гарі Февершем — спадкоємець славних військових традицій своїх пращурів — повинен відбути з товаришами по військовій школі до Судану у складі експедиції генерала Кітченера. Проте його серце належить Етні Барроуз, і ради медового місяця з нареченою він відмовляється від участі в придушенні повстання магдистів.
Друзі Февершема — Дарренс, Барроуз і Віллоубі, що відплили до берегів Африки, присилають йому свої візитні картки, в які вкладено по білому перу, символу боягузтва в британській армії. Витягнувши четверте перо з віяла нареченої, присоромлений Февершем приймає рішення за всяку ціну реабілітуватися перед товаришами. Прибувши до Каїру, він переодягається німим бедуїном, щоб інкогніто зробити подорож розпаленою пустелею до столиці магдистів — Омдурмана. Коли його загін розбито і захоплено бунтівниками, герой знаходить можливість спокутувати провину, звільняючи товаришів по службі.

## В ролях
| Актор(ка)        |   | Роль               |
| ---------------- | - | ------------------ |
| Джон Клементс    | • | Гарі Февершем      |
| Джун Дюпре       | • | Етні Барроуз       |
| Ральф Річардсон  | • | Джон Дюрренс       |
| Джек Аллен       | • | лейтенант Віллоубі |
| Фредерік Каллі   | • | доктор Саттон      |
| С. Обрі Сміт     | • | генерал Барроуз    |
| Еллан Джийєс     | • | генерал Фавершем   |
| Дерек Елфінстоун | • | лейтенант Паркер   |

## Значення
Епічний фільм «Чотири пера», який надихав Девіда Лінча при роботі над «Лоуренсом Аравійським», увійшов до історії як еталон так званого колоніального кіно, яке було популярним у Великій Британії в передвоєнний період. Мілітаристські і патріотичні теми заполонили англійське кіно в епоху, коли стала очевидною неминучість нової великої війни у Європі. Зйомки грандіозних батальних сцен проходили в Судані за участю ветеранів кампанії 1895 року. Картина знята в яскравому текніколорі.

## Визнання
- Фільм було відібрано для участі в дебютному Каннському фестивалі, який відмінили через початок Другої світової війни.
- Операторська робота Жоржа Періналя була висунена на здобуття премії «Оскар».